# Marienkirche (Kandersteg)

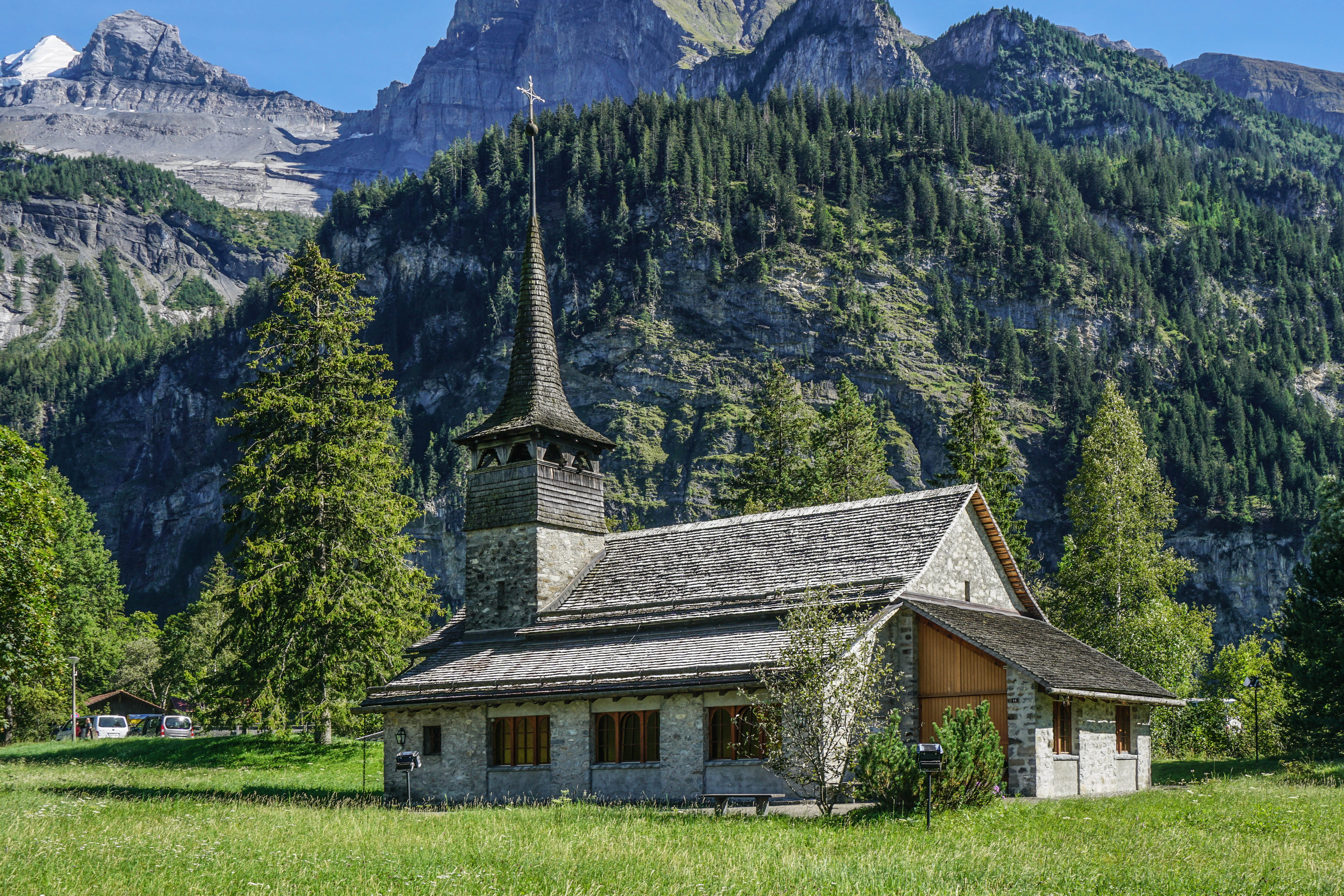
Die Marienkirche in Kandersteg

Die Marienkirche, an der Bundesrat Adolf Ogi-Strasse 14 in Kandersteg, ist eine römisch-katholische Filialkirche der Pfarrei St. Mauritius in Frutigen in der Schweiz. Die 1927 erbaute Kirche ist im kantonalen Bauinventar als „schützenswertes K-Objekt“ eingestuft.

## Geschichte
Ab 1898 wurden durch den Thuner Pfarrer Charles Albert Cuttat (1847–1932) für die Kurgäste Gottesdienste in Oberländer Kurorten gefeiert. 1904 fanden erste katholische Gottesdienste im Schulhaus von Kandersteg statt und 1906 vereinbarte der Verkehrsverein mit der Thuner Pfarrer, dass dies in der Sommersaison regelmässig geschehen solle. Die zeitweise über 4000 Arbeiter aus Italien, die zwischen 1906 und 1912 beim Bau des Lötschbergtunnels beschäftigt waren, wurden durch die vom Bischof von Cremona Geremia Bonomelli berufenen Bonomellianer-Priester (Opera d’assistenza degli emigranti) betreut.
Nach dem Bau des Lötschbergtunnels kamen vermehrt italienische Gäste ins Kandertal und katholische Familien liessen sich dauerhaft nieder. Der Verkehrsvereins erwarb deshalb ein Grundstück am Oeschibach und liess darauf mit dem Material des abgebrochenen alten Schulhauses eine Kapelle für die Katholiken bauen. Nach kurzer Bauzeit wurde die neue Kirche fertiggestellt und am 24. Juli 1927 durch den Thuner Pfarrer A. Feune benediziert. Patronin der Kirche ist Maria, die Mutter Jesu. 1977 verkaufte der Verkehrsverein die Kirche für 20'000 Franken an die Mutterpfarrei St. Mauritius. Im gleichen Jahr wurde die Kirche vergrössert und renoviert. Bei der anschliessenden Weihehandlung wurden vom Bischof Anton Hänggi dem Altar Reliquien des heiligen Niklaus von Flüe eingefügt.

## Baubeschreibung
Der Berner Architekt Karl Indermühle erstellte eine Hallenkirche mit eingezogenem Chor in unverputztem Bruchstein-Mauerwerk mit einem Spitzturm neben dem Chor. Der Eingang befindet sich im giebelseitigen Anbau. Der Münsterbaumeister Indermühle realisierte hier erstmals eine katholische Kirche in seinem mehrfach bei reformierten Kirchen praktizierten Heimatstil.
Im Jahr 1977 wurde die Kirche seitlich ausgebaut und bietet nun Platz für 120 Personen.

### Innenraum und künstlerische Ausstattung

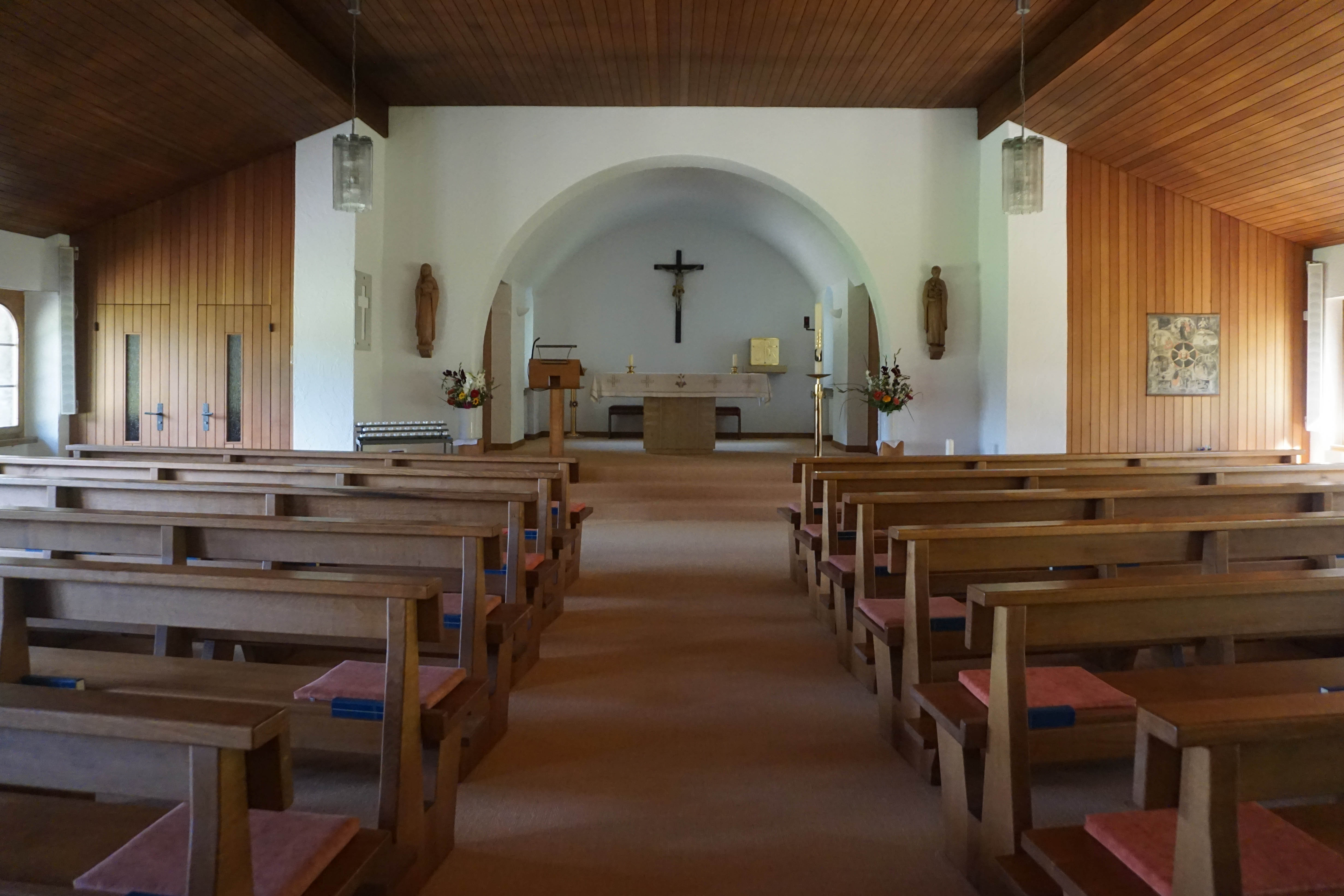
Innenansicht

An der Chorrückwand hängt ein grosses Kruzifix und an den Seitenwänden des Chors sind eine holzgeschnitzte Marien- und eine Josefstatue angebracht. Ansonsten ist die Ausstattung schlicht und einfach gehalten.